# Jane Batista
Túlia Quilici, mais conhecida como Jane Batista (São Paulo, 21 de julho de 1927 - São Paulo, 4 de setembro de 2014) foi uma atriz brasileira.

## Carreira
- 1952 - Casa de Pensão
- 1952 - Helena [2]
- 1954 - Chamas no cafezal
- 1955 - Carnaval em Lá Maior - Loura
- 1956 - A Pensão de D. Estela [3]
- 1962 - O Vigilante Rodoviário
- 1970 - Marcado Para o Perigo